# Alan Donnelly
Alan Donnelly (n. 16 iulie 1957, Jarrow, Anglia, Regatul Unit) este un om politic britanic, membru al Parlamentului European în perioada 1989-1994 din partea Marii Britanii.
1. 1 2  Deputații în Parlamentul European